# Толсти Врх (Равне на Корошкем)
Толсти Врх (словен. Tolsti Vrh) је насељено место у општини Равне на Корошкем, Корушка регија, Словенија. Део је насеља Толсти Врх, које је административним границама подељено на два насеља: Толсти Врх (Дравоград) и Толсти Врх (Равне на Корошкем).

## Историја
До територијалне реорганизације у Словенији био је у саставу старе општине Равне на Корошкем.

## Становништво
У попису становништва из 2011. године, Толсти Врх је имао 908 становника.
| Број становника према пописима | Број становника према пописима | Број становника према пописима |
| ------------------------------ | ------------------------------ | ------------------------------ |
| 1991                           | 2002                           | 2011                           |
| 756                            | 825                            | 908                            |